# Mnesilochus
Mnesilochus is een geslacht van Phasmatodea uit de familie Phasmatidae. De wetenschappelijke naam van dit geslacht is voor het eerst geldig gepubliceerd in 1877 door Carl Stål.

## Soorten
Het geslacht Mnesilochus omvat de volgende soorten:
- Mnesilochus bushelli (Bragg, 2005)
- Mnesilochus capreolus Stål, 1877
- Mnesilochus haedulus Stål, 1877
- Mnesilochus imitator (Brunner von Wattenwyl, 1907)
- Mnesilochus jenswilhelmjanzeni (Zompro, 2007)
- Mnesilochus mindanaense (Brunner von Wattenwyl, 1907)
- Mnesilochus modestus (Brunner von Wattenwyl, 1907)
- Mnesilochus nieuwenhuisi (Bragg, 1994)
- Mnesilochus palawanicus (Carl, 1913)
- Mnesilochus portentosus (Brunner von Wattenwyl, 1907)
- Mnesilochus rubrifemur (Brunner von Wattenwyl, 1907)
- Mnesilochus rusticus (Brunner von Wattenwyl, 1907)
- Mnesilochus thami (Bragg, 2001)
- Mnesilochus verrucosus (Haan, 1842)